# L’Orfeo Barockorchester
Das L’Orfeo Barockorchester ist ein Ensemble für Historisch informierte Aufführungspraxis.

## Beschreibung
Das international besetzte, 1996 von Michi Gaigg und Carin van Heerden an der Anton Bruckner Privatuniversität LINZ gegründete Barock- und Opernorchester wurde mehrfach für Ersteinspielungen ausgezeichnet. Das aus der Diskografie ersichtliche Repertoire reicht von Suiten des französischen Barock über die Sinfonia des musikalischen Sturm und Drang bis hin zur Literatur der Klassik und frühen Romantik.

## Opern
Ein Großteil der nachstehend angeführten Opern wurde im Rahmen der Donaufestwochen inszeniert und aufgeführt:
- Georg Philipp Telemann: Miriways
- Wolfgang Amadeus Mozart: Betulia liberata
- Christoph Willibald Gluck: Orpheus und Eurydike
- Gioachino Rossini: La cambiale di matrimonio
- Georg Philipp Telemann: Orpheus oder Die wunderbare Beständigkeit der Liebe
- Gioachino Rossini: La scala di seta (Die seidene Leiter)
- Joseph Haydn: Die wüste Insel
- Joseph Haydn: L’incontro improvviso[2]
- Gioachino Rossini: Il signor Bruschino
- Georg Anton Benda: Romeo und Julie
- Wolfgang Amadeus Mozart: Zaide
- Georg Philipp Telemann: Don Quichotte auf der Hochzeit des Comacho
- Ignaz Holzbauer: Il Figlio delle Selve (Der Sohn der Wildnis)

## Diskographie
Die Diskografie für den Zeitraum 1997 bis 2012 umfasst etwa 20 Einspielungen von Werken bekannter Komponisten des Genres.
- Georg Christoph Wagenseil: Sinfonien
- Benedikt Anton Aufschnaiter: Serenaden aus Concors discoria op. 2
- Ignaz Holzbauer: Sinfonien
- Johann Christian Bach: Geistliche Konzerte. Mit Emma Kirkby (Sopran) und Markus Schäfer (Tenor).
- Anton Fils: Sinfonien
- Wolfgang Amadeus Mozart: Konzertarien für Tenor. Mit Christoph Prégardien.
- Leopold Mozart: Sinfonien
- Georg Philipp Telemann: Sämtliche Violinkonzerte Vol. 1, 2 & 4. Mit Elizabeth Wallfisch.
- Josef Mysliveček: Sinfonien und Ouvertüren
- Ludwig van Beethoven: Mödlinger Tänze – Kontretänze – Deutsche Tänze – Menuette
- Johann Caspar Ferdinand Fischer: Le Journal du Printemps op. 1
- Jean-Féry Rebel, Les Éléments – Jean-Philippe Rameau: Suite aus Castor et Pollux
- Georg Philipp Telemann: 3 Orchestersuiten. Mit Carin van Heerden (Blockflöte und Leitung),
- Joseph Haydn: Arie per un'amante mit Nuria Rial und Margot Oitzinger. Deutsche Harmonia Mundi.
- Josef Myslivecek: Sämtliche Bläseroktette und -quintette
- Joseph Haydn: Die wüste Insel, Spätfassung der Azione teatrale L’isola disabitata. Deutsche Harmonia Mundi.
- Christoph Willibald Gluck: Sinfonien
- Jean-Philippe Rameau: Orchestersuiten aus Zaïs & Hippolyte et Aricie
- Georg Philipp Telemann: 3 Ouvertürensuiten für Violine solo und Orchester. Mit Elizabeth Wallfisch.
- Franz Schubert: Konzertouvertüren, Sinfonie Nr. 5
- Georg Philipp Telemann: Arien und weltliche Kantaten. Mit Dorothee Mields (Sopran).

## Auszeichnungen
Das Orchester kann auf eine Reihe von Auszeichnungen verweisen:
- Diapason d’or
- Pizzicato-Magazin (Supersonic Award)
- Le Monde de la musique (Choc)
- Fono Forum
- Radio Österreich 1 (Pasticcio-Preis)
- Deutsche Phonoakademie (Echo Klassik 2009)

## Stationen (Beispiele)
- Festspielhaus Baden-Baden
- Palau de la Música Catalana
- Donaufestwochen in Grein
- Haydn Festspiele in Eisenstadt
- Innsbrucker Festwochen der Alten Musik
- Kölner Philharmonie
- Lucerne Festival
- Festspiele Europäische Wochen Passau
- Tage Alter Musik Regensburg
- Salzburger Festspiele
- Theater an der Wien

## Medien
- 20 Jahre L’Orfeo Barockorchester. In: Webpräsenz von ORF Radio Oberösterreich